# Hrabstwo Sweetwater

Piramida wieku hrabstwa

Hrabstwo Sweetwater (ang. Sweetwater County) – hrabstwo w stanie Wyoming w Stanach Zjednoczonych. Zajmuje powierzchnię całkowitą 27 172 km² i w 2000 roku liczyło 37 613 mieszkańców. Jego siedzibą administracyjną jest miasto Green River.

## Miasta
- Bairoil
- Granger
- Green River
- Rock Springs
- Superior
- Wamsutter

## CDP
- Arrowhead Springs
- Clearview Acres
- Eden
- Farson
- James Town
- Little America
- McKinnon
- North Rock Springs
- Purple Sage
- Reliance
- Washam